# Jean-Baptiste Mondino
Jean-Baptiste Mondino (* 21. Juli 1949 in Aubervilliers, Frankreich) ist ein französischer Fotograf, Grafiker und Videoregisseur.

## Leben
Seine Karriere begann als Grafiker, später wurde er Art Director einer bekannten Pariser Werbeagentur. Der autodidaktische Fotograf lichtet mit Vorliebe Rockgruppen ab, dreht Musikvideos und macht Aufnahmen für die Mode- und Werbebranche.

## Werk
Mondino gilt inzwischen als Kultfigur der jungen Art Directoren und Designer. Seine computerbearbeiteten Bilder und Videoclips für Künstler wie Alain Bashung, Björk, David Bowie, Neneh Cherry, Les Rita Mitsouko, Madonna, Vanessa Paradis, Prince, Sting etc. sollen die Bilderwelt der Rock-, Pop- und Modeszene der letzten Jahre geprägt haben. Von sich sagt er: “I’m not interested in ego, I’m interested in echo.” (deutsch: „Ich bin nicht an Selbstdarstellung interessiert, sondern an Werbewirkung.“) Das für Axel Bauer erstellte Video für den Titel Cargo war das erste französischsprachige Video, das auf MTV ausgestrahlt wurde.
Für das Musikvideo zu The Boys of Summer von Don Henley wurde er bei den MTV Video Music Awards 1985 in der Kategorie Best Direction in a Video ausgezeichnet.

## Filmografie

### Musikvideos
- 1981: Alain Chamfort – Paradis
- 1981: Sheila – Little Darlin’
- 1983: Taxi Girl – Quelqu’un comme toi
- 1983: Ahmed Fakroun – Soleil, soleil
- 1983: Mon Dino – La danse des mots
- 1984: Don Henley – The Boys of Summer
- 1984: Axel Bauer – Cargo de Nuit
- 1984: Téléphone – Un autre monde
- 1985: Bryan Ferry – Slave to Love
- 1985: Tom Waits – Downtown Train
- 1985: Sting – Russians
- 1986: Madonna – Open Your Heart
- 1986: Nick Kamen – Each Time You Break My Heart
- 1986: Scritti Politti – Wood Beez (Pray Like Aretha Franklin) (US version)
- 1987: David Bowie – Never Let Me Down
- 1987: Boy George – To Be Reborn
- 1987: Jill Jones – Mia Bocca
- 1987: Les Rita Mitsouko – C’est comme ça
- 1987: Chris Isaak– You Owe Me Some Kind of Love
- 1988: Prince – I Wish U Heaven
- 1988: Catherine Ringer & Marc Lavoine – Qu’est-ce que t’es belle
- 1988: Jean-Paul Gaultier – How to Do That
- 1989: Neneh Cherry – Manchild
- 1989: Lenny Kravitz – Be
- 1990: Vanessa Paradis – Tandem
- 1990: Happy Mondays – Step On (US version)
- 1990: Neneh Cherry – I’ve Got You Under My Skin
- 1990: Madonna – Justify My Love
- 1992: Alain Bashung – Osez Joséphine
- 1992: Alain Bashung – Volutes
- 1992: Marc Curry – Sorry About the Weather
- 1992: J. – Born on the Wrong Side of Town
- 1992: Keziah Jones – Rhythm Is Love
- 1993: Vanessa Paradis – Natural High
- 1993: Alain Chamfort – L’ennemi dans la glace
- 1993: Neneh Cherry – Buddy X
- 1994: Meshell Ndegeocello – If That’s Your Boyfriend, He Wasn’t Last Night
- 1994: Björk – Violently Happy
- 1994: Les Rita Mitsouko – Les amants
- 1994: Alain Bashung – Ma petite entreprise
- 1994: MC Solaar – Séquelles
- 1995: Madonna – Human Nature
- 1995: Tanita Tikaram – Wonderful Shadow
- 1996: Madonna – Love Don’t Live Here Anymore
- 1996: Neneh Cherry – Kootchi
- 1996: China Moses – Time
- 1998: Zazie – Tout le monde
- 2000: Madonna – Don’t Tell Me
- 2000: Mirwais – Naive Song
- 2003: Madonna – Hollywood
- 2007: Charlotte Gainsbourg – The Operation
- 2007: Ultra Orange & Emmanuelle – Sing Sing
- 2008: Lenny Kravitz – Dancin’ Till Dawn
- 2008: Charlotte Gainsbourg – Beauty Mark
- 2009: Alain Bashung – Sur un trapèze
- 2013: Sébastien Tellier – L’amour naissant
- 2014: Mahaut Mondino – Voodoo Me
- 2014: Neneh Cherry – Everything
- 2014: Mahaut Mondino – The Great Elements
- 2015: Mahaut Mondino – The Long Game
- 2015: Mahaut Mondino – Lie to Me
- 2015: Kaya Stewart – In Love with a Boy
- 2018: Lenny Kravitz – Low (version 2)
- 2018: Vanessa Paradis – Cesus mots simples

## Veröffentlichungen
- Deja vu, 1999, ISBN 978-3-8296-0019-4
- Mondino 2, 2003, ISBN 978-3-8296-0033-0
- Guitar Eros, 2005, ISBN 978-3-8296-0234-1